# Landolphia noctiflora
Landolphia noctiflora är en oleanderväxtart som beskrevs av J.G.M. Persoon. Landolphia noctiflora ingår i släktet Landolphia och familjen oleanderväxter. Inga underarter finns listade i Catalogue of Life.